# Беран, Лайош

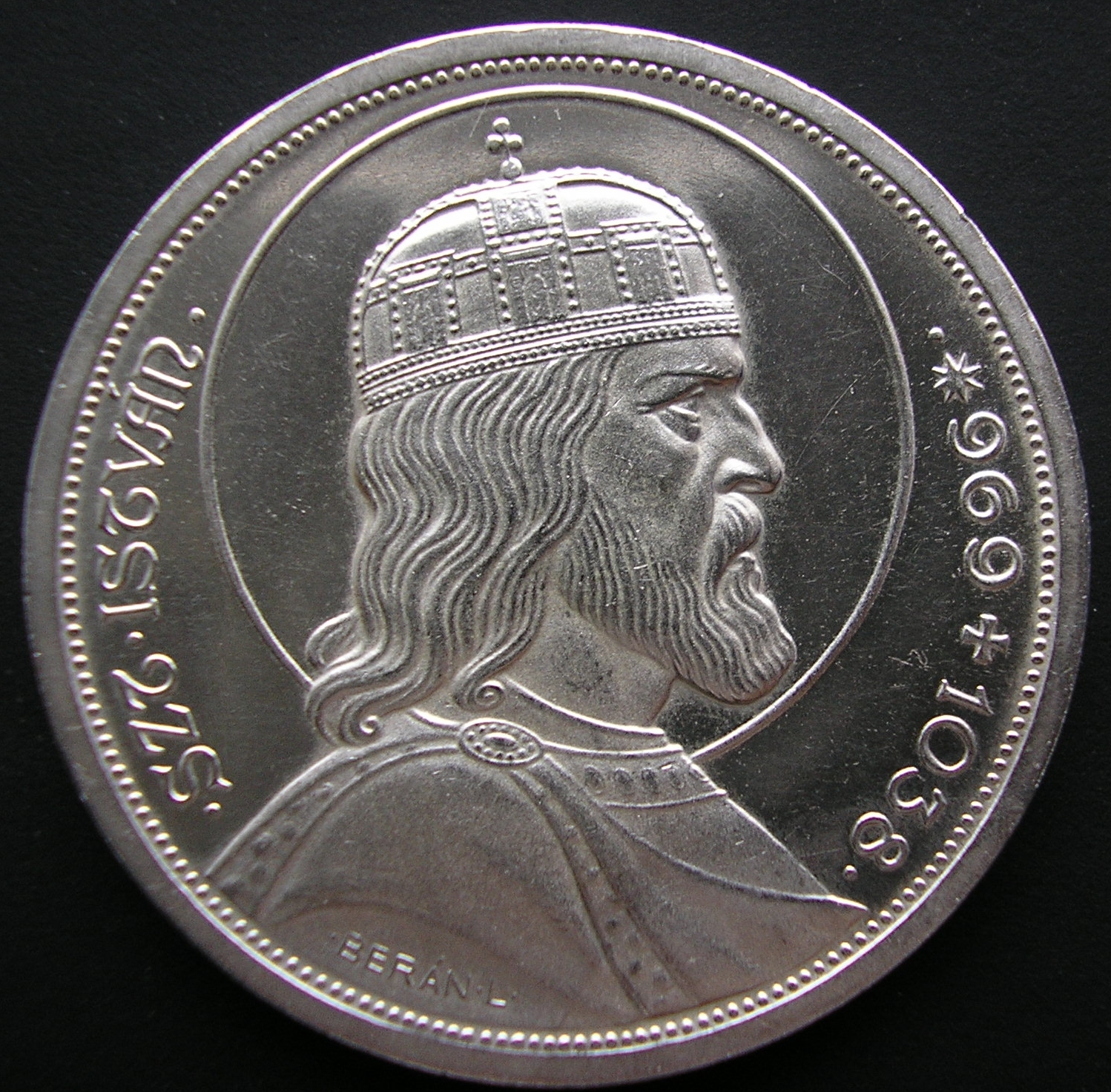
5 пенгё 1938 года, автор макета — Лайош Беран

Лайош Беран (венг. Berán Lajos, 9 июня 1882, Будапешт — 5 января 1943, Будапешт) — венгерский скульптор и медальер.
Занимал должность первого гравёра монетного двора в Будапеште, создал модели почти всех золотых и серебряных монет Венгрии. В 1930—1940 годах создал модели некоторых монет Болгарии.
Создал также около 550 медалей и плакеток, в том числе медали в честь скульптора Яноша Фадруса, врача Игнаца Филиппа Земмельвайса, поэта и революционера Шандора Петёфи, инициатора Реформации Мартина Лютера и римского папы Пия XI.